# Amegilla pyramidalis
Amegilla pyramidalis är en biart som först beskrevs av William Forsell Kirby 1900.  Amegilla pyramidalis ingår i släktet Amegilla och familjen långtungebin. Inga underarter finns listade i Catalogue of Life.